# 군포e비즈니스고등학교
군포e비즈니스고등학교(軍浦이비즈니스高等學校)는 대한민국 경기도 군포시 산본동에 있는 공립 고등학교이다.

## 학교 연혁
- 1994년 11월 1일 : 군포정보산업고등학교 설립인가(36학급 : 상업과 3학급, 정보처리과 5학급, 사무자동화과 2학급, 유통경제과 2학급)
- 1995년 3월 1일 : 초대 이성익 교장 취임
- 1998년 2월 10일 : 제1회 졸업 (440명)
- 2000년 11월 16일 : 사무자동화과 폐과, 시각디자인과로 변경 인가, 특수학급 3학급 인가
- 2008년 8월 22일 : 교과부 중기청 노동부 지정 e-BIZ 분야 학과 특성화
- 2009년 3월 1일 : 학칙변경으로 군포e비즈니스고등학교로 교명 변경
- 2010년 7월 15일 : 경기도교육청 지정 학교 전체 특성화
- 2014년 7월 14일 : 학과명 변경(e-경영과를 경영과, e-디지털콘텐츠과를 디지털콘텐츠과, e-디자인과를 디자인과로 개편)
- 2014년 7월 14일 : 학과개편(e-쇼핑몰과를 회계과로 개편)
- 2022년 9월 1일 : 제11대 장인섭 교장 취임
- 2024년 1월 5일 : 제27회 졸업식 113명(졸업식누계 10,394명)
- 2024년 3월 1일 : 신입생 8학급으로 편성(디저트경영과 1, 마케팅과 1, 스마트소프트웨어과 1, SNS콘텐츠과 1, 그래픽디자인과 2, 뷰티케어과 2)

## 설치 학과
- 그래픽디자인과
- IT융합과
- 마케팅과
- 뷰티케어과
- 스마트소프트웨어과
- 금융회계과
- 디저트경영과
- SNS콘텐츠과

## 참고 자료
- 군포e비즈니스고등학교 - 한국교육학술정보원 학교알리미